# Ебергард Грегер
Ебергард Грегер (нім. Eberhard Greger; 15 вересня 1915, Ліберозе — 14 квітня 1942, мис Гаттерас) — німецький офіцер-підводник, оберлейтенант-цур-зее крігсмаріне.

## Біографія
5 квітня 1935 року вступив на флот. З 7 червня 1941 року — командир підводного човна U-85, на якому здійснив 4 походи (разом 137 днів у морі). 14 квітня 1942 року U-85 був потоплений в Північній Атлантиці біля мису Гаттерас (35°55′ пн. ш. 75°13′ зх. д.) артилерійським вогнем американського есмінця «Роупер». Всі 46 членів екіпажу загинули.
Всього за час бойових дій потопив 3 кораблі загальною водотоннажністю 15 060 тонн.
| Дата            | Назва корабля   | Тип               | Тоннаж | Вантаж                             | Екіпаж | Загинули | Країна             | Конвой |
| --------------- | --------------- | ----------------- | ------ | ---------------------------------- | ------ | -------- | ------------------ | ------ |
| 10 вересня 1941 | Thistleglen     | Торговий пароплав | 4,748  | 2400 тонн чавуну і 5200 тонн сталі | 49     | 3        | Британська імперія | SC-42  |
| 9 лютого 1942   | Empire Fusilier | Торговий пароплав | 5,408  | Баласт                             | 47     | 9        | Британська імперія | ON-60  |
| 10 квітня 1942  | Chr. Knudsen    | Торговий теплохід | 4,904  | Генеральні вантажі та селітра      | 33     | 33       | Норвегія           |        |

## Звання
- Кандидат в офіцери (5 квітня 1935)
- Морський кадет (25 вересня 1935)
- Фенріх-цур-зее (1 липня 1936)
- Оберфенріх-цур-зее (1 січня 1938)
- Лейтенант-цур-зее (1 квітня 1938)
- Оберлейтенант-цур-зее (1 жовтня 1939)

## Нагороди
- Медаль «За вислугу років у Вермахті» 4-го класу (4 роки)